# Georges Caussade
Georges Caussade, (Port-Louis (illa Maurici), 20 de novembre, 1873 - Chanteloup-les-Vignes (Yvelines), 5 d'agost, fou un professor i compositor francès.

## Biografia
Georges Caussade va estudiar al Conservatori de París i va obtenir el seu primer premi d'harmonia el 1893 a la classe d'Antoine Taudou després el de contrapunt i fuga el 1896 a la classe de Théodore Dubois. Va ser nomenat professor a la institució que el va formar per al contrapunt el 1905 i després per a la fuga el 1921 fins a la seva mort el 1936. Va publicar una tècnica d'harmonia el 1931. Casat amb Simone Plé-Caussade (1897-1986), compositora i pianista, el va succeir com a professora de fuga al Conservatori a la seva mort el 1936. Albert Alain, Jehan Alain, Georges Auric, Elsa Barraine, Lili Boulanger, Georges Dandelot, Georges Friboulet, Georges Hugon, Eugène Lapierre, Jeanne Leleu, Gaston Litaize, Léon Manière, Melcher Melchers, Jean Rivier, Marcel Tournier van ser els seus alumnes.

## Obres
- Selgar et Moina, drama líric
- La Légende de saint George[6]